# Jasir Iszhata Abbadi Ahmad
Jasir Iszhata Abbadi Ahmad (arab. ياسر أشحاته عبادي أحمد ; ur. 18 listopada 1997) – egipski zapaśnik walczący w stylu wolnym. Wicemistrz Afryki w 2019. Mistrz arabski w 2018 roku.